# Renault Safrane
Der Renault Safrane war ein zwischen April 1992 und Dezember 2000 von Renault produziertes Fahrzeug der oberen Mittelklasse. Er ersetzte den seit Frühjahr 1984 gebauten Renault 25. Hergestellt wurde der Safrane im nordfranzösischen Renault-Werk Sandouville bei Le Havre (Normandie).
Sein Nachfolger wurde im Frühjahr 2002 der Renault Vel Satis.

## B54E (1992–1996)
Der Safrane kam im Juni 1992 als Ersatz für den damals seit acht Jahren gefertigten R25 auf den heimischen Markt. In Deutschland wurde er ab Januar 1993 ausgeliefert.
Wie sein Vorgänger hat der Safrane ein Schrägheck mit großer Heckklappe.
Die meisten Fahrzeuge waren sehr gut ausgestattet (vor allem in der Baccara-Version). Ähnlich wie anderen französischen Modellen der oberen Mittelklasse gelang auch dem Safrane kein großer Durchbruch. Im Heimatland Frankreich wurden andere Fahrzeuge bevorzugt und auf den anderen Märkten (besonders Deutschland) wurden einheimische Fahrzeuge der oberen Mittelklasse vorgezogen.
Die große Kofferraumöffnung bot zwar Vorteile beim Beladen, traf aber außer in England und Frankreich nicht den Geschmack der Kundschaft.
Es gab einen 2,2-l-Ottomotor mit vier Zylindern und acht Ventilen mit 79 kW (107 PS), den es auch mit drei Ventilen je Zylinder und 101 kW (137 PS) gab. Außerdem gab es den V6-Motor (bekannt als Europa-V6 oder PRV-Motor) mit 123 kW (167 PS) Leistung, der aus einer Gemeinschaftsentwicklung von Renault, PSA und Volvo stammte. Als Dieselmotoren gab es anfangs einen 2,5 Liter großen und 83 kW (113 PS) starken Turbodiesel und einen 2,1 Liter großen und 65 kW (88 PS) starken Motor, die aber später gestrichen beziehungsweise ersetzt wurden.
Auch eine geringe Anzahl des von Opel-Haustuner Irmscher (Karosserieteile, Innenausstattung und Bremsen) und BMW-Tuner Hartge (Turbos) überarbeiteten Safrane Biturbo gab es zeitweise bei Renault-Händlern zu kaufen. Dessen durch zwei Turbolader aufgeladener Sechszylindermotor leistete 193 kW (262 PS) und erreichte 250 km/h Spitze. Das Fahrzeug wurde in Kleinserie von 640 Stück bei Irmscher in Remshalden bei Stuttgart hergestellt.

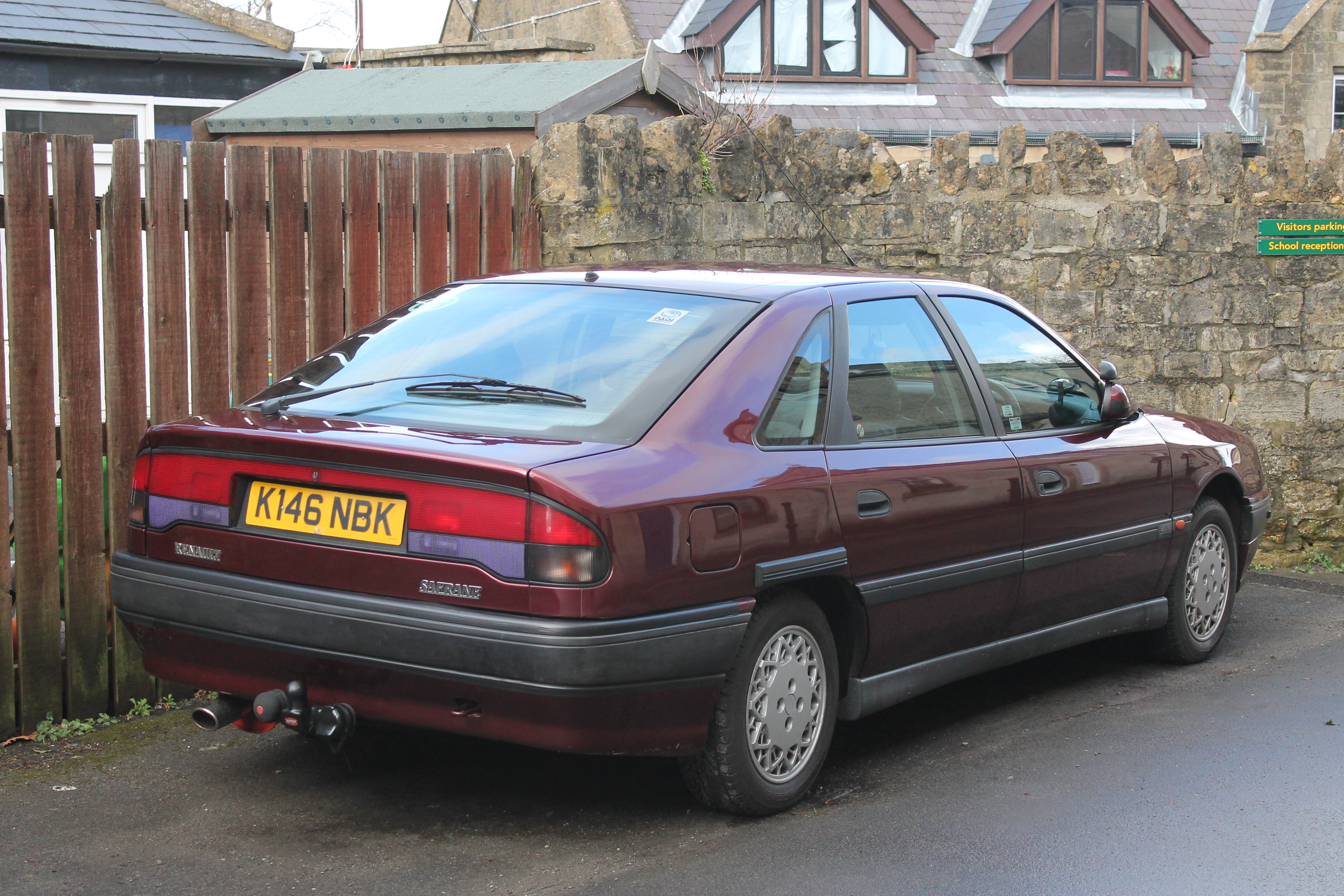
Heckansicht
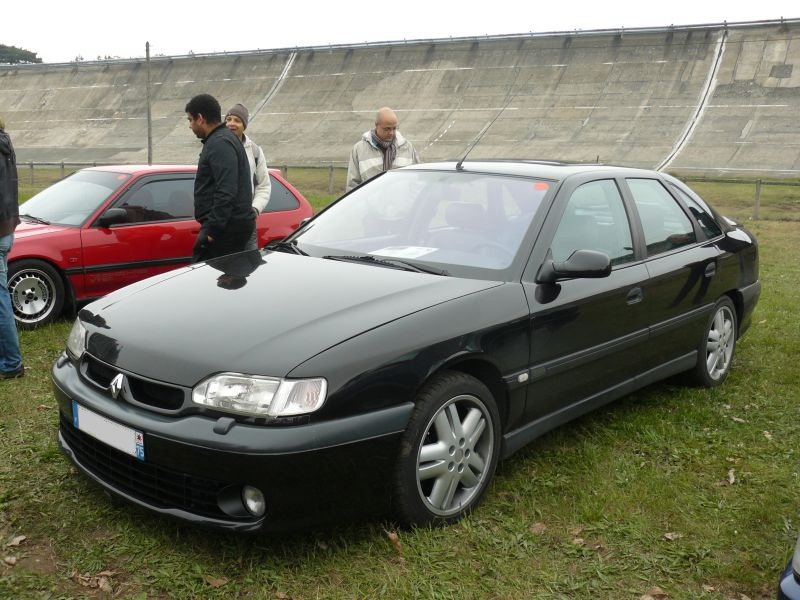
Renault Safrane Biturbo (1993–1996)

### Technische Daten
|                                             | 2.0 i                      | 2.0 Si                     | 2.2 i                 | 2.2 Si                     | 3.0 i V6                                 | 3.0 i V6 Biturbo                         | 2.1 dT                     | 2.5 dT                        |               |
| Bauzeitraum                                 | 04/1992–07/1996            | 04/1992–07/1996            | 04/1992–07/1996       | 04/1992–07/1996            | 12/1992–07/1996                          | 02/1993–07/1996                          | 11/1993–07/1996            | 12/1992–07/1996               |               |
| Motorkenndaten                              |                            |                            |                       |                            |                                          |                                          |                            |                               |               |
| Motorkennung                                | J7R 732/733                | J7R 734/735                | J7T 762               | J7T 760/761                | Z7X 721/722/723                          | Z7X 726                                  | J8S 760                    | S8U 762/763                   |               |
| Motortyp                                    | R4-Ottomotor               | R4-Ottomotor               | R4-Ottomotor          | R4-Ottomotor               | V6-Ottomotor                             | V6-Ottomotor                             | R4-Dieselmotor             | R4-Dieselmotor                |               |
| Anzahl Ventile pro Zylinder                 | 2                          | 3                          | 2                     | 2                          | 2                                        | 2                                        | 2                          | 2                             |               |
| Ventilsteuerung                             | OHC, Zahnriemen            | OHC, Zahnriemen            | OHC, Zahnriemen       | OHC, Zahnriemen            | 2 × OHC, Kette                           | 2 × OHC, Kette                           | OHC, Zahnriemen            | OHC, Zahnräder/ Zahnriemen    |               |
| Gemischaufbereitung                         | Saugrohreinspritzung       | Saugrohreinspritzung       | Saugrohreinspritzung  | Saugrohreinspritzung       | Saugrohreinspritzung                     | Saugrohreinspritzung                     | Vorkammereinspritzung      | Vorkammereinspritzung         |               |
| Motoraufladung                              | –                          | –                          | –                     | –                          | –                                        | Biturbo, Ladeluftkühler                  | Turbolader, Ladeluftkühler | Turbolader, Ladeluftkühler    |               |
| Kühlung                                     | Wasserkühlung              | Wasserkühlung              | Wasserkühlung         | Wasserkühlung              | Wasserkühlung                            | Wasserkühlung                            | Wasserkühlung              | Wasserkühlung                 | Wasserkühlung |
| Bohrung × Hub                               | 88,0 mm × 82,0 mm          | 88,0 mm × 82,0 mm          | 88,0 mm × 89,0 mm     | 88,0 mm × 89,0 mm          | 93,0 mm × 73,0 mm oder 93,0 mm × 72,7 mm | 93,0 mm × 73,0 mm oder 93,0 mm × 72,7 mm | 86,0 mm × 89,0 mm          | 93,0 mm × 92,0 mm             |               |
| Hubraum                                     | 1995 cm³                   | 1995 cm³                   | 2165 cm³              | 2165 cm³                   | 2975 cm³ oder 2963 cm³                   | 2975 cm³ oder 2963 cm³                   | 2068 cm³                   | 2499 cm³                      |               |
| Verdichtungsverhältnis                      | 9,2:1                      | 9,3:1                      | 9,2:1                 | 9,2:1                      | 9,6:1                                    | 7,6:1                                    | 21,5:1                     | 22,5:1                        |               |
| max. Leistung bei 1/min                     | 77 kW (105 PS) 5000        | 97 kW (132 PS) 6000        | 79 kW (107 PS) 5000   | 101 kW (137 PS) 5750       | 123 kW (167 PS) 5500                     | 193 kW (262 PS) 5500                     | 65 kW (88 PS) 4250         | 83 kW (113 PS) 4200           |               |
| max. Drehmoment bei 1/min                   | 155 Nm 2500                | 170 Nm 4500                | 175 Nm 2500           | 182 Nm 4500                | 235 Nm 4500                              | 365 Nm 2500                              | 187 Nm 2000                | 240 Nm 2400                   |               |
| Kraftübertragung                            |                            |                            |                       |                            |                                          |                                          |                            |                               |               |
| Antrieb, serienmäßig                        | Vorderradantrieb           | Vorderradantrieb           | Vorderradantrieb      | Vorderradantrieb           | Vorderradantrieb                         | Allradantrieb                            | Vorderradantrieb           | Vorderradantrieb              |               |
| Antrieb, optional                           | –                          | –                          | –                     | –                          | Allradantrieb                            | –                                        | –                          | –                             |               |
| Getriebe, serienmäßig                       | 5-Gang-Schaltgetriebe      | 5-Gang-Schaltgetriebe      | 5-Gang-Schaltgetriebe | 5-Gang-Schaltgetriebe      | 5-Gang-Schaltgetriebe                    | 5-Gang-Schaltgetriebe                    | 5-Gang-Schaltgetriebe      | 5-Gang-Schaltgetriebe         |               |
| Getriebe, optional                          | 4-Stufen-Automatikgetriebe | 4-Stufen-Automatikgetriebe | –                     | 4-Stufen-Automatikgetriebe | 4-Stufen-Automatikgetriebe               | –                                        | –                          | 4-Stufen- Automatik- getriebe |               |
| Messwerte 1                                 |                            |                            |                       |                            |                                          |                                          |                            |                               |               |
| Höchstgeschwindigkeit                       | 189 km/h (181 km/h)        | 203 km/h (192 km/h)        | 189 km/h              | 206 km/h (196 km/h)        | 220 km/h (212 km/h) [214 km/h]           | [250 km/h]                               | 177 km/h                   | 195 km/h (190 km/h)           |               |
| Beschleunigung, 0–100 km/h                  | 12,5 s (13,9 s)            | 11,2 s (12,7 s)            | 11,9 s                | 10,2 s (11,9 s)            | 9,6 s (10,2 s) [9,8 s]                   | [7,2 s]                                  | 14,9 s                     | 12,9 s (13,7 s)               |               |
| Kraftstoffverbrauch auf 100 km (kombiniert) | 8,4 l S (8,5 l S)          | 8,7 l S (9,1 l S)          | 8,6 l S               | 8,7 l S (9,2 l S)          | 10,1 l S (10,2 l S) [10,6 l S]           | [10,4 l S]                               | 6,9 l D                    | 7,4 l D (7,6 l D)             |               |

- Die Verfügbarkeit der Motoren war von Modell, Ausstattung und Markt abhängig.

## B54L (1996–2000)
Ab Juli 1996 gab es für das Modelljahr 1997 ein Facelift (Phase II genannt). Von da an baute Renault modernere Motoren ein: einen 2,0-l-16V-Vierzylinder mit 100 kW (136 PS), einen 2,5-l-20V-Fünfzylinder-Volvo-Motor mit 121 kW (165 PS), einen 2,2-l-12V-Vierzylinder-Turbodiesel mit 83 kW (113 PS) sowie ab Anfang 1999 als stärksten Motor einen neuen 3,0-l-24V-Sechszylinder mit 140 kW (190 PS). Die Option „Allradantrieb“ entfiel, und ein Automatikgetriebe war jetzt bei den V6-Modellen Serienausstattung.
Im Dezember 2000 wurde die Produktion des Safrane wegen immer weiter zurückgehenden Verkaufszahlen eingestellt, sein Nachfolger wurde der im Frühjahr 2002 erschienene Vel Satis.

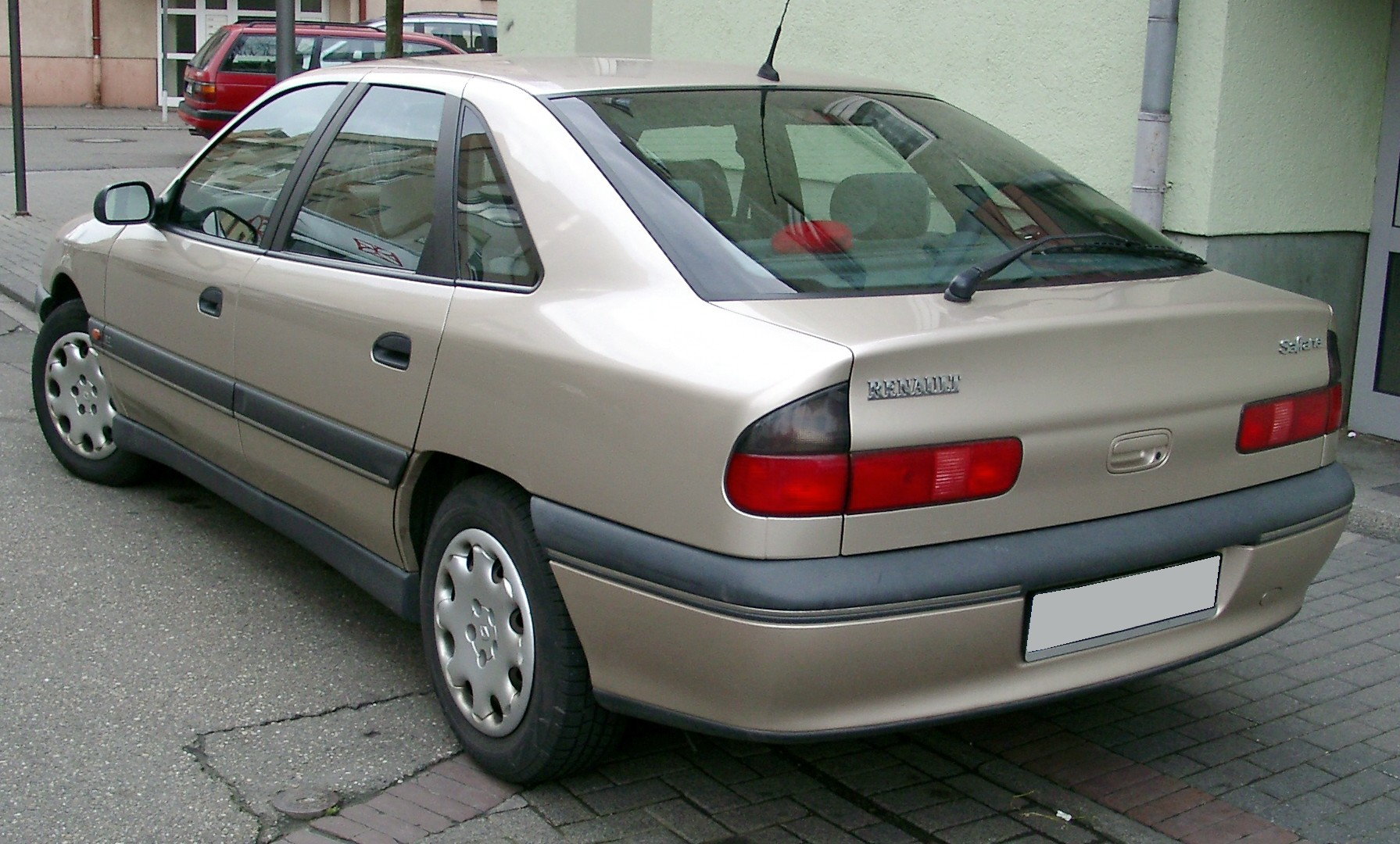
Heckansicht

### Technische Daten
|                                             | 2.0 16V                    | 2.5 20V                    | V6                         | 3.0 V6 24V                 | 2.2 dT                     |
| Bauzeitraum                                 | 07/1996–12/2000            | 07/1996–12/2000            | 07/1996–02/1999            | 03/1999–12/2000            | 07/1996–12/2000            |
| Motorkenndaten                              |                            |                            |                            |                            |                            |
| Motorkennung                                | N7Q 710/711                | N7U 700/701                | Z7X 721/722/723            | L7X 713                    | G8T 740                    |
| Motortyp                                    | R4-Ottomotor               | R5-Ottomotor               | V6-Ottomotor               | V6-Ottomotor               | R4-Dieselmotor             |
| Anzahl Ventile pro Zylinder                 | 4                          | 4                          | 2                          | 4                          | 3                          |
| Ventilsteuerung                             | DOHC, Zahnriemen           | DOHC, Zahnriemen           | 2 × OHC, Kette             | 2 × DOHC, Zahnriemen       | OHC, Zahnriemen            |
| Gemischaufbereitung                         | Saugrohreinspritzung       | Saugrohreinspritzung       | Saugrohreinspritzung       | Saugrohreinspritzung       | Vorkammer- einspritzung    |
| Motoraufladung                              | –                          | –                          | –                          | –                          | Turbolader, Ladeluftkühler |
| Kühlung                                     | Wasserkühlung              | Wasserkühlung              | Wasserkühlung              | Wasserkühlung              | Wasserkühlung              |
| Bohrung × Hub                               | 83,0 mm × 90,0 mm          | 83,0 mm × 90,0 mm          | 93,0 mm × 72,7 mm          | 87,0 mm × 82,6 mm          | 87,0 mm × 92,0 mm          |
| Hubraum                                     | 1948 cm³                   | 2435 cm³                   | 2963 cm³                   | 2946 cm³                   | 2188 cm³                   |
| Verdichtungsverhältnis                      | 10,5:1                     | 10,5:1                     | 9,6:1                      | 10,5:1                     | 22,0:1                     |
| max. Leistung bei 1/min                     | 100 kW (136 PS) 6000       | 121 kW (165 PS) 6000       | 123 kW (167 PS) 5500       | 140 kW (190 PS) 5750       | 83 kW (113 PS) 4300        |
| max. Drehmoment bei 1/min                   | 182 Nm 4500                | 211 Nm 4600                | 235 Nm 4500                | 267 Nm 4000                | 250 Nm 2000                |
| Kraftübertragung                            |                            |                            |                            |                            |                            |
| Antrieb                                     | Vorderradantrieb           | Vorderradantrieb           | Vorderradantrieb           | Vorderradantrieb           | Vorderradantrieb           |
| Getriebe, serienmäßig                       | 5-Gang-Schaltgetriebe      | 5-Gang-Schaltgetriebe      | 4-Stufen-Automatikgetriebe | 4-Stufen-Automatikgetriebe | 5-Gang- Schalt- getriebe   |
| Getriebe, optional                          | 4-Stufen-Automatikgetriebe | 4-Stufen-Automatikgetriebe | –                          | –                          | –                          |
| Messwerte 1                                 |                            |                            |                            |                            |                            |
| Höchstgeschwindigkeit                       | 207 km/h (200 km/h)        | 220 km/h (215 km/h)        | (210 km/h)                 | (225 km/h)                 | 192 km/h                   |
| Beschleunigung, 0–100 km/h                  | 10,5 s (12,6 s)            | 9,1 s (10,2 s)             | (10,2 s)                   | (9,5 s)                    | 13,2 s                     |
| Kraftstoffverbrauch auf 100 km (kombiniert) | 9,1 l S (9,8 l S)          | 10,3 l S (10,7 l S)        | (13,4 l S)                 | (11,6 l S)                 | 7,3 l D                    |
| CO2-Emission (kombiniert)                   | 214 g/km (231 g/km)        | 244 g/km (252 g/km)        | (315 g/km)                 | (276 g/km)                 | 195 g/km                   |

- Alle ab Januar 1997 gebauten Fahrzeuge mit Ottomotor sind E10-verträglich.[3]
- Die Verfügbarkeit der Motoren war von Modell, Ausstattung und Markt abhängig.

## Ausstattung

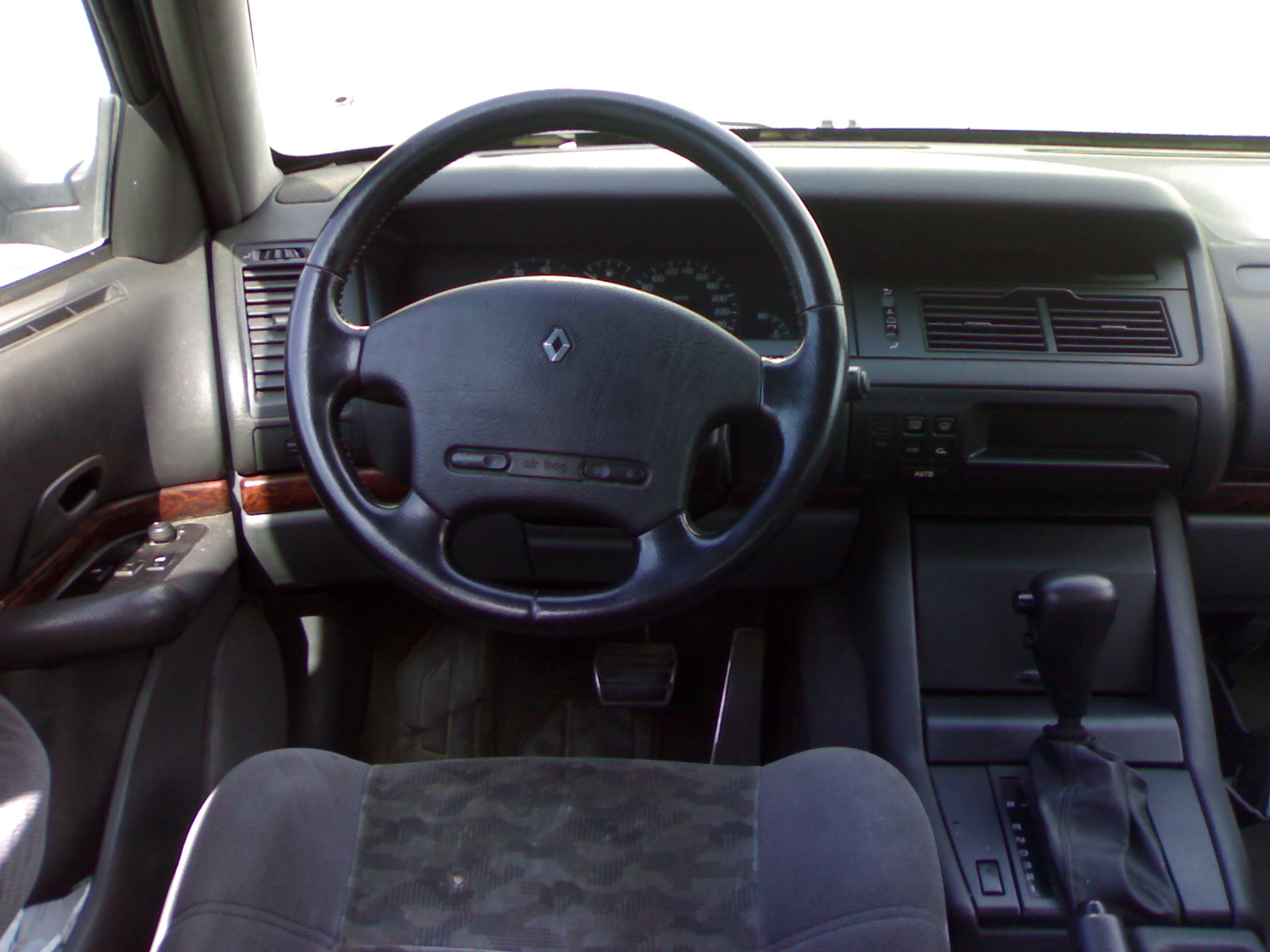
Interieur

Als Ausstattungslinien gab es den Safrane von April 1992 bis Juni 1996 als RN, RT und RXE, wobei RN die Grund- und RXE die Topausstattung war.
Ab der Überarbeitung im Juli 1996 orientierten sich die Ausstattungen mehr an der Motorisierung. So bildeten der 2,0-16V, der 2,5-20V, der 3,0-V6-24V (genannt Initiale Paris) und der 2,2-dT die Ausstattungslinien. Zudem gab es bei jeder Phase noch zahlreich Sondermodelle wie zum Beispiel Elysée, Baccara und Edition.
Ab Verkaufsbeginn war beim Safrane ein Antiblockiersystem (ABS) serienmäßig. Ab 1994 gab es dann auch Airbags für alle Modelle. Von Anfang an gab es Airbags nur bei den V6-Modellen der Linien RT und RXE.

## Safrane II

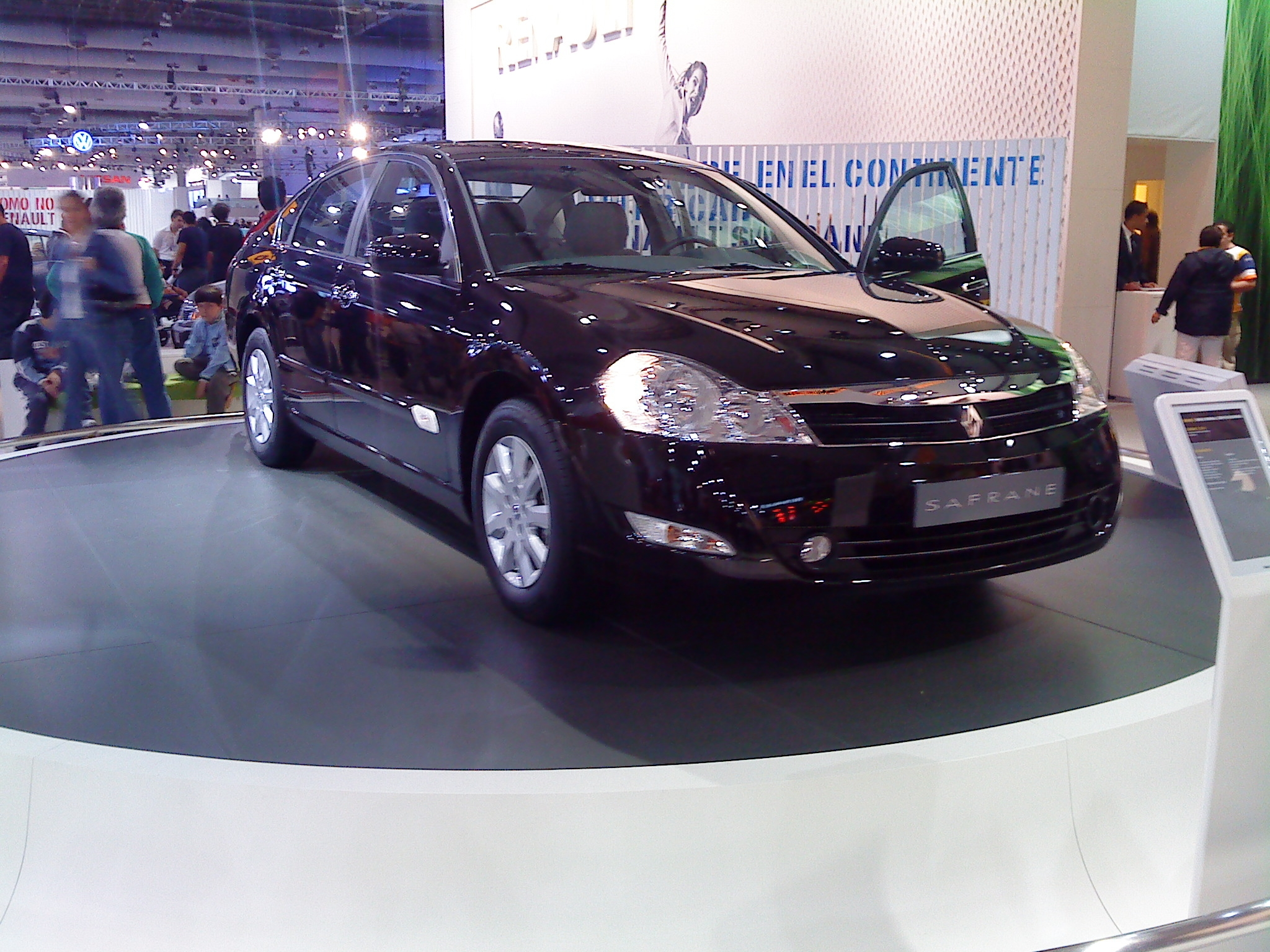
Renault Safrane II

Die zweite Generation des Safrane wurde 2008 auf dem mexikanischen Markt eingeführt. Technisch ist das Modell mit dem südkoreanischen Samsung SM5 eng verwandt. Teile der Karosserie des Safrane sind mit denen des japanischen Nissan Teana J31 baugleich.